# Tōkaidō Shinkansen
Tōkaidō Shinkansen (東海道新幹線?) este o linie de shinkansen între Gara Tokio și Gara Shin-Osaka, numită după vechea rută Tōkaidō. 

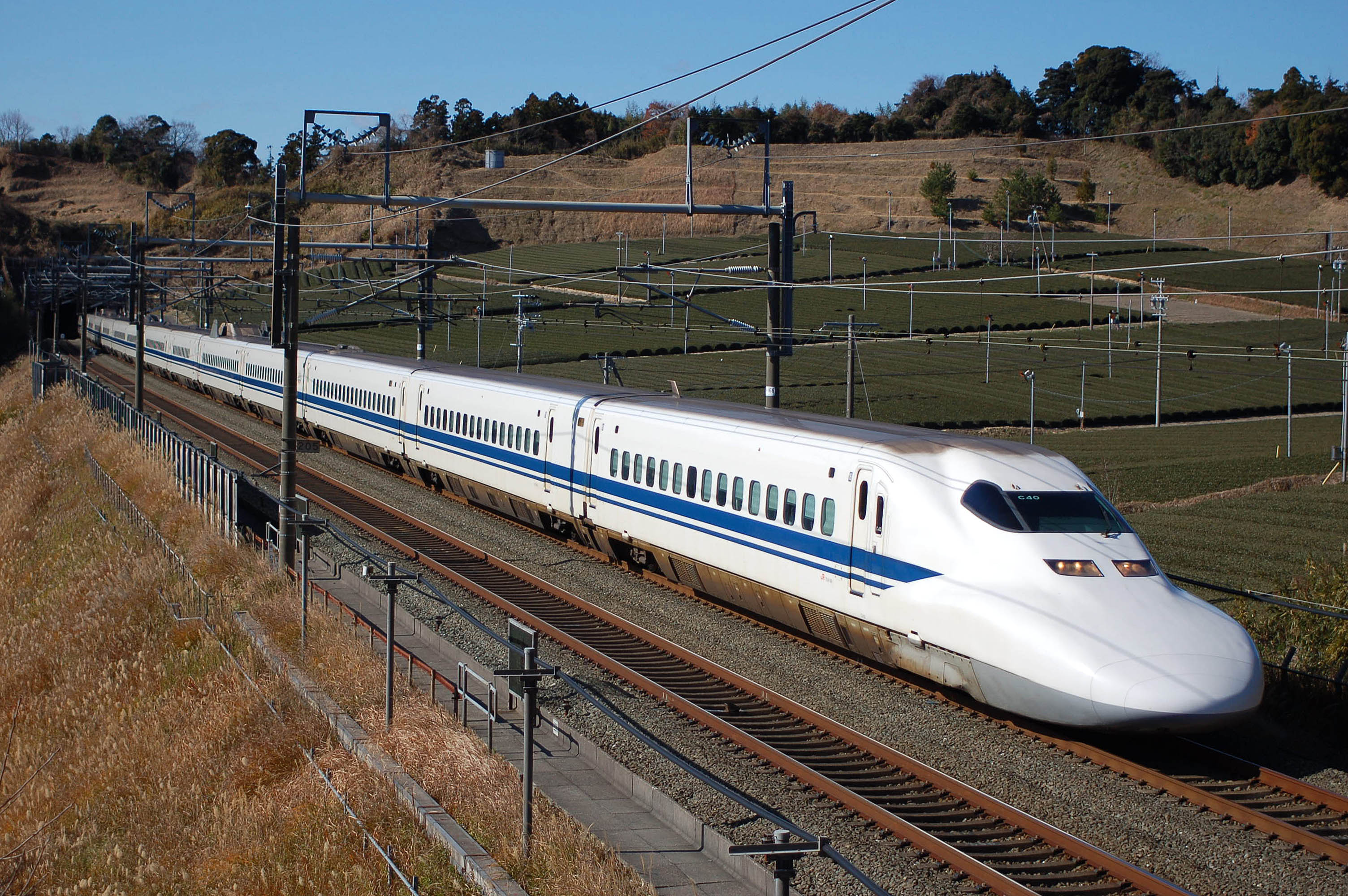
Seria 700

Deschisă în 1964 (cu ocazia Jocurilor olimpice de vară din 1964), linia este administrată de către JR Central. Este linia de mare viteză cu cel mai mare număr de călători (acumulat) din lume, până în martie 2007 călătorind 4,5 miliarde de pasageri.
- Lungimea: 515,4 km.
- Numărul gărilor: 17
- Ecartamentul: 1.435 mm
- Serii: 300/700/N700
- Viteză maximă: 270 km/h
- Tipuri: Nozomi, Hikari, Kodama (Nozomi fiind cel mai rapid, iar Kodama cel mai încet)

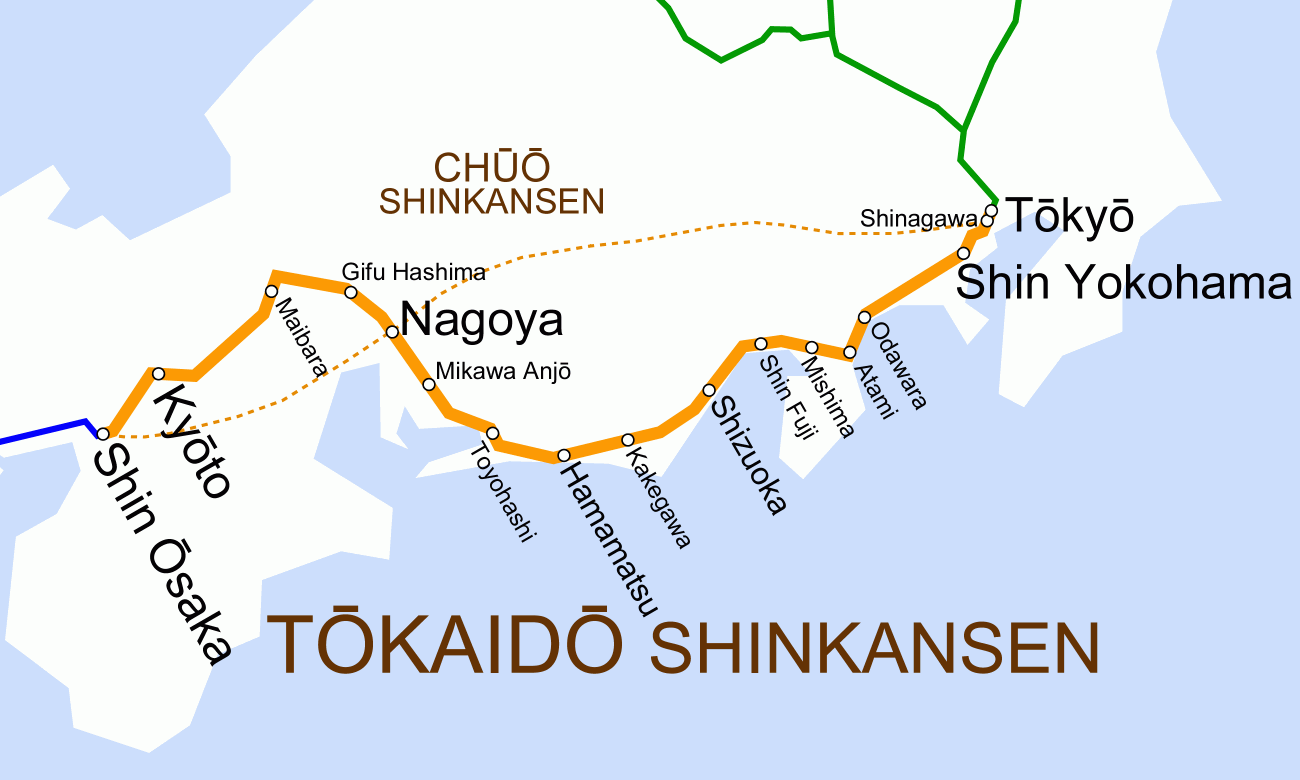
Traseul

## Gări
Trenurile Kodama opresc la toate gările. Trenurile Nozomi și Hikari opresc conform unor criterii diferite.
| Gara               | în lb. japoneză | Sector / Oraș             | Distanță (km) (față de Tokio) | Legături de tren | Note |
| ------------------ | --------------- | ------------------------- | ----------------------------- | --- | ---- |
| Gara Tokio         | 東京            | Sectorul Chiyoda, Tokio   | 0,0                           | JR East: Tōhoku Shinkansen, Jōetsu Shinkansen, Nagano Shinkansen, Linia Yamanote, Linia Chūō, Linia Sōbu, Linia Keihin-Tōhoku, Linia Tōkaidō, Linia Keiyō, Linia Yokosuka Metroul Tokio: ○Linia Tokio Metro Marunouchi (M-17) |      |
| Gara Shinagawa     | 品川            | Sectorul Minato, Tokio    | 6,8                           | JR East: Linia Yamanote, Linia Keihin-Tōhoku, Linia Tōkaidō, Linia Yokosuka Compania feroviară Keihin: Linia Keikyū |      |
| Gara Shin-Yokohama | 新横浜          | Sectorul Kōhoku, Yokohama | 25,5                          | JR East: Linia Yokohama Metroul municipal Yokohama ■Linia albastră Yokohama (Linia Nr. 3) |      |
| Gara Odawara       | 小田原          | Odawara, Kanagawa         | 76,7                          | JR East: Linia Tōkaidō, Linia Shōnan-Shinjuku Compania feroviară Odakyū: Linia Odawara, Compania feroviară Izu-Hakone: Linia Daiyuzan, Compania feroviară Hakone Tozan: Linia Hakone Tozan |      |
| Gara Atami         | 熱海            | Atami, Shizuoka           | 95,4                          | JR East: Linia Tōkaidō (înspre Tokio), Linia Ito, JR Central: Linia Tōkaidō (înspre Maibara) |      |
| Gara Mishima       | 三島            | Mishima, Shizuoka         | 111,3                         | JR Central: Linia Tōkaidō Compania feroviară Izu-Hakone: Linia Sunzu Line |      |
| Gara Shin-Fuji     | 新富士          | Fuji, Shizuoka            | 135,0                         | (nu sunt legături de tren) |      |
| Gara Shizuoka      | 静岡            | Sectorul Aoi, Shizuoka    | 167,4                         | JR Central: Linia Tōkaidō Compania feroviară Shizuoka: Linia Shizuoka-Shimizu Line (Gara Shin-Shizuoka) |      |
| Gara Kakegawa      | 掛川            | Kakegawa, Shizuoka        | 211,3                         | Central JR: Linia Tōkaidō Compania feroviară Tenryū-Hamanako: Linia Tenryū Hamanako |      |
| Gara Hamamatsu     | 浜松            | Hamamatsu, Shizuoka       | 238,9                         | JR Central: Linia Tōkaidō Compania feroviară Enshu: Linia Enshu (Gara Shin-Hamamatsu) |      |
| Toyohashi          | 豊橋            | Toyohashi, Aichi          | 274,2                         | JR Central: Linia Tōkaidō, Linia Iida Compania feroviară Nagoya (Meitetsu): Linia Nagoya, Compania feroviară Toyohashi: Linia Atsumi (Gara Shin-Toyohashi), Linia Azumada (tramvai, Stația Ekimae) |      |
| Mikawa-Anjō        | 三河安城        | Anjō, Aichi               | 312,8                         | JR Central: Linia Tōkaidō |      |
| Nagoya             | 名古屋          | Sectorul Nakamura, Nagoya | 342,0                         | JR Central: Linia Tōkaidō, Linia Chūō, Linia Kansai, Linia Takayama Metroul Nagoya: ■Linia Higashiyama (H08), ■Linia Sakura-dori (S02), Compania feroviară Nagoya (Meitetsu): Linia Nagoya (Gara Meitetsu Nagoya), Compania feroviară Kintetsu: Linia Nagoya (Gara Kintetsu Nagoya), ■Compania feroviară Nagoya Seaside Rapid: Linia Aonami (AN01) |      |
| Gifu-Hashima       | 岐阜羽島        | Hashima, Gifu             | 367,1                         | Compania feroviară Nagoya (Meitetsu): Linia Meitetsu Hashima (Gara Shin-Hashima) |      |
| Maibara            | 米原            | Maibara, Shiga            | 408,2                         | JR Central: Linia Tōkaidō (înspre Atami), JR West: Linia Biwako (parte a Liniei Tōkaidō, înspre Kyoto), Linia Hokuriku Compania feroviară Ohmi: Linia Ohmi |      |
| Kyoto              | 京都            | Sectorul Shimogyo, Kyoto  | 476,3                         | JR West: Linia Biwako (înspre Maibara), Linia JR Kyoto (parte a Liniei Tōkaidō, înspre Osaka) Linia Sagano (parte a Liniei San'in), Linia Nara Compania feroviară Kintetsu: Linia Kyoto, Metroul municipal Kyoto: ■Linia Karasuma (K11) |      |
| Shin-Ōsaka         | 新大阪          | Sectorul Yodogawa, Osaka  | 515,4                         | JR West: Sanyō Shinkansen (nu oprește, merge la Gara Hakata), Linia JR Kyoto Metroul municipal Osaka: ■Linia Midōsuji (M13) |      |